# Персијска митологија
Персијска митологија подразумева све митове и религијске приче иранских народа који деле заједничку историју и културу. Корени персијске митологије сежу дубоко у индо-иранско раздобље (3. миленијум п. н. е.) када су иранска и индоаријска племена насељавала подручја средње Азије и делила заједничку религију, а самостално се почела развијати након њихове деобе око 1500. п. н. е.

## Значајна дела
Најважније дело везано за персијску митологију је Фердосијево Шахнаме („Књига краљева”) из 10. века која садржи елементе маздаизма и зороастризма не само из Авесте већ и каснијих текстова попут Бундахишна, Денкарда и бројних других. 

## Религијска позадина
Готово све ликове из персијске митологије можемо сврстати у две групе - добре и зле, а тај образац темељи се на дуалистичком начелу зороастризма према којем постоји вечитаа борба између Ахуре Мазде (добра) и Ахримана (зла).

## Најпознатији хероји
Међу најславнијим митолошким херојима су Ростам који убија змаја и ковач Каве који народним устанком свргава тиранина Захака.